# José de Avilés Itúrbide
José de Avilés Itúrbide, Avilés I. márkija. Az Itúrbide családból származott. Dragonyos ezredesként szolgált és egy csatában életveszélyesen megsebesült. Aragónia és Valencia intendánsa (intendente), Vic város elöljárója (corregidor, a király által kinevezett helyi közigazgatási és jogi elöljáró) volt (1728-1744). Itt született fia, Gabriel de Avilés (1735—1810), aki Avilés II. márkija, Chile kormányzója, Río de la Plata és Peru alkirálya volt. Heraldikával is foglalkozott.

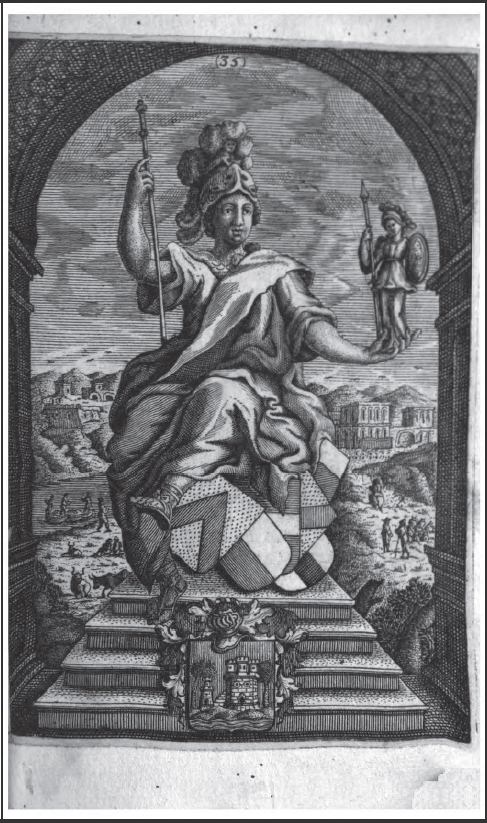
Az I. kötet grafikus előlapja
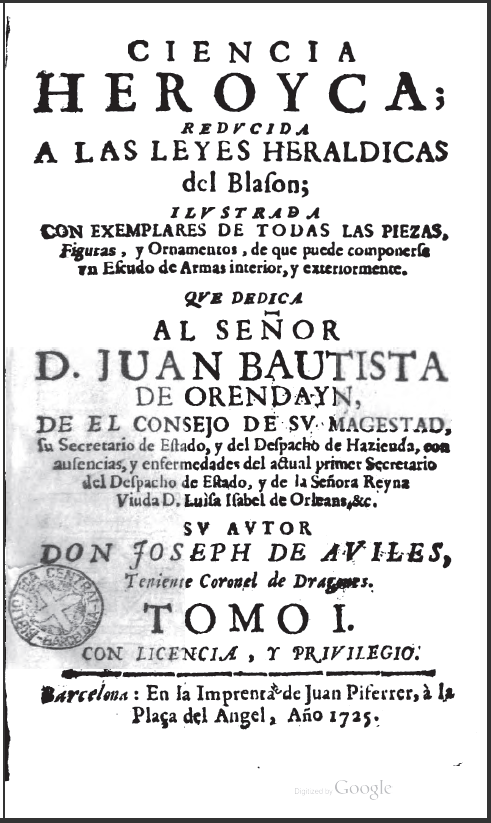
Az I. kötet címlapja
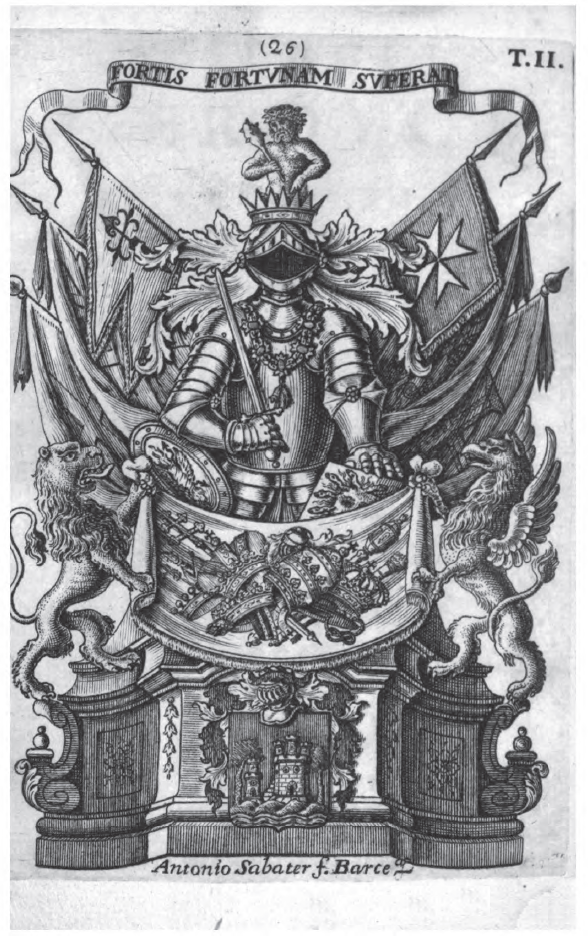
A II. kötet grafikus előlapja
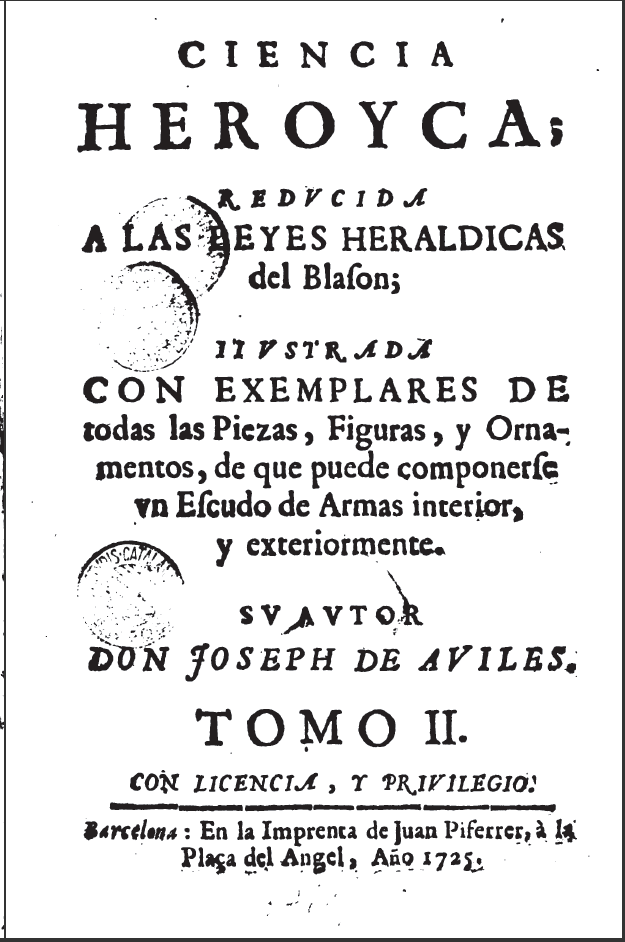
A II. kötet címlapja

## Művei
- Ciencia heroica, reducida a las leyes heraldicas del blason : ilustrada con exemplares de todas las piezas ... de que puede componerse un escudo de armas interior y exteriormente. Madrid, 1780 (2 kötet)
- Aviles E Iturbide, Jose De: Edicion facsimilar de Ciencia heroica reducida a las leyes heraldicas del blason / de el Marques de Aviles. Madrid [1992?]
- Ciencia heróica I., 1725
- Ciencia heróica II., 1725